# Светлогорье
Светлого́рье — село в Пожарском районе Приморского края, единственный населённый пункт Светлогорского сельского поселения.
Распоряжением Правительства РФ от 29 июля 2014 года № 1398-р «Об утверждении перечня моногородов» Светлогорское сельское поселение включено в категорию «Монопрофильные муниципальные образования Российской Федерации (моногорода) с наиболее сложным социально-экономическим положением».

## Общие сведения
Расположено в 2 км от административной границы с Хабаровским краем, на реке Первая, притоке Улитки.
Автодорога к селу Светлогорье идёт на восток от автотрассы «Уссури» в 4 км севернее города Бикин Хабаровского края, из Приморского края дороги нет. Расстояние до Бикина около 20 км. Расстояние до районного центра пос. Лучегорск около 70 км.
Дата основания — 25 февраля 1985 года, причина образования села — строительство горнообогатительного комбината на базе вольфрамового месторождения.
Население — 1396 чел. (2021). Жилой фонд — 11 пятиэтажных домов, 12 двухквартирных домов, 15 индивидуальных одноквартирных домов.

## Население
| 2002  | 2005  | 2008  | 2010  | 2012  | 2013  | 2014  |
| ----- | ----- | ----- | ----- | ----- | ----- | ----- |
| 1635  | ↗1676 | ↘1666 | ↘1661 | ↘1637 | ↘1628 | ↘1622 |
| 2015  | 2016  | 2017  | 2018  | 2019  | 2020  | 2021  |
| ↗1635 | ↘1596 | ↘1586 | ↘1527 | ↘1496 | ↘1453 | ↘1396 |

## Экономика
Основное предприятие — Лермонтовский горно-обогатительный комбинат, принадлежащий компании «Русский вольфрам». В 2009 году у ООО «Русский Вольфрам» была отозвана лицензия на право недропользования по данному месторождению. Тогда же открыто лесопильное производство, позволяющее диверсифицировать экономику села и снизить его зависимость от работы завода. 19 октября 2022 руководство комбината, который являлся дочерним предприятием «Примтеплоэнерго», приняло решение о ликвидации по причине отсутствия рынков сбыта и накопленной задолженности. Сотрудникам обещают социальные выплаты и помощь в трудоустройстве на другие заводы.